# Hein Simons
Hendrik (Hein) Simons (Heerlen, 12 augustus 1955) is een Nederlandse zanger die als kindster in de jaren zestig bekend werd als Heintje.
Hij zingt in het Nederlands, Duits, Engels en Afrikaans. Zijn bekendste nummer is wellicht "Mama". Andere grote hits zijn: Ich bau' dir ein Schloss, Heidschi Bumbeidschi, Ich sing ein Lied für dich, Ik hou van Holland, Oma'tje lief, Oma so lieb en Jij bent de allerbeste.

## Levensloop
De ontdekker van Heintje was Addy Kleijngeld, die ook bijna alle composities voor zijn rekening nam, en tevens al zijn platen produceerde. Tijdens een talentenjacht in partycentrum "Het Streeperkruis" te Schaesberg zong Heintje Simons een hit van Robertino Loreti, genaamd Mama en sleepte hiermee de eerste prijs in de wacht. Naar aanleiding hiervan werd Kleijngeld door Willy Alberti getipt en reisde hij af naar Bleijerheide, een plaats in de gemeente Kerkrade, waar de ouders van Heintje een horecagelegenheid (De Hanni-Bar aan het Dr. Ackensplein) exploiteerden. De vader van Heintje was een voormalig mijnwerker die wegens een stoflong uit de mijnbouw ontslagen was en via de horeca zijn hoofd boven water trachtte te houden.
Heintje zong voor bij Kleijngeld en kreeg een contract bij CNR Records. De eerste plaatopnames (o.a. Mama) vonden plaats in het Bavohuis in Amsterdam. 
Hein(tje) Simons speelde tussen 1968 en 1971 een rol in een zestal Duitstalige films. Hij scoorde twee nummer 1-hits in zowel de Nederlandse Top 40 als de Single Top 100, beide in 1968: Ich bau' dir ein Schloss (27 weken in de Top 40 / 18 weken in de Single Top 100), en hit van het jaar 1968 in beide jaarlijsten) en Heidschi Bumbeidschi (13 weken in de Top 40 / 11 weken in de Single Top 100). In 1970 stond Heintje zelfs in de Amerikaanse Billboard 200 met de albums You are the best of all en I'm your little boy.
Nadat hij in 1972 voor het laatst een hit scoorde in Nederland met Meine liebe für dich, wist hij, op een kleine opleving in 1978 na, alleen nog succes te halen in Duitsland. 
In september 2014 kwam Simons na 41 jaar met een nieuw Nederlandstalig album dat dertien weken in de Album Top 100 stond.
Rond zijn 60e verjaardag op 12 augustus 2015 bezette het lied Luchtkasteel van zijn album Thuis even de nummer 1-positie in de Nederlandse iTunes Download Top 100. In 2017 was er het album 'Heintje und Ich', waarin Hein Simons in duet is met de jonge Heintje. Het album haalde de gouden status in Duitsland. Ook de biografie 'Ich war Heintje', van Jan Adriaan Zwarteveen was een succes in drie Duitstalige landen Zwitserland, Oostenrijk en Duitsland.

### Privé
Na zijn vroege jeugdjaren met zijn ouders in Eygelshoven en later Bleijerheide bij Kerkrade in de Nederlandse provincie Limburg woonde hij in zijn late jeugdjaren met zijn ouders in Neu-Moresnet, een deelgemeente van Kelmis in het Duits taalgebied van de Belgische provincie Luik. Doordat Eygelshoven en Bleijerheide tegen de Duitse grens lagen geraakte hij in zijn jonge jaren naast het lokale Limburgs (Oost-Limburgs-Ripuarisch) en het officiële school-Nederlands ook vertrouwd met Ripuarisch gekleurd Duits. 
Simons trouwde in 1981 op 26-jarige leeftijd met zijn zeven jaar jongere jeugdvriendin. Ze hebben drie kinderen. In 2014 zijn ze gescheiden.
Hij werkte voor de Belgischer Rundfunk en woont sinds zijn huwelijk in Moresnet, een deelgemeente van Plombières, eveneens in de provincie Luik waar hij een manege met aanpalende kasteelruïne Schimper leidt.

## Commercieel succes en prijzen
Van Simons zijn wereldwijd meer dan 46 miljoen platen verkocht. Hiervoor kreeg hij 45 gouden platen, alsook twee platina en een diamanten plaat (destijds dienden er 250.000 stuks verkocht te worden om goud te behalen). Een jaar na het begin van zijn carrière kreeg Simons een onderscheiding (7 gouden platen) voor de verkoop van 10.000.000 stuks. Bij het wegvallen van de Berlijnse Muur bleek dat er ook nog eens 13 miljoen platen zijn verkocht in het Oostblok, daarmee komt de teller op ruim 60 miljoen verkochte geluidsdragers wereldwijd te staan.

## Concurrentie
Eind 1968 kreeg Heintje een vrouwelijke tegenhanger in de elfjarige Wilma Landkroon die met Heintje (Bau ein Schloss für mich) vier weken in de Nederlandse top-40 stond.

## Discografie
Zie ook: Discografie van Heintje (Simons)

### Albums
| Album met eventuele hitnotering(en) in de Nederlandse Album Top 100 | Datum van verschijnen | Datum van binnenkomst | Hoogste positie | Aantal weken | Opmerkingen                 |
| ------------------------------------------------------------------- | --------------------- | --------------------- | --------------- | ------------ | --------------------------- |
| Dit is Heintje                                                      | 1967                  | 04-12-1967            | 10              | 3            | als Heintje                 |
| Heintje                                                             | 1968                  | -                     | -               | -            | als Heintje                 |
| Weihnachten mit Heintje                                             | 1968                  | -                     | -               | -            | als Heintje                 |
| Ich sing' ein Lied für dich                                         | 1969                  | -                     | -               | -            | als Heintje                 |
| Ein herz geht auf reisen                                            | 1969                  | -                     | -               | -            | als Heintje                 |
| Kerstfeest met Heintje                                              | 1969                  | -                     | -               | -            | als Heintje                 |
| Dein schönster tag                                                  | 1970                  | -                     | -               | -            | als Heintje                 |
| I'm your little boy                                                 | 1970                  | -                     | -               | -            | als Heintje                 |
| Herzlichst Heintje                                                  | 1970                  | -                     | -               | -            | als Heintje                 |
| Hits van Heintje                                                    | 1970                  | -                     | -               | -            | als Heintje / Verzamelalbum |
| Mama - Jij bent de allerliefste van de hele wereld                  | 1987                  | 19-09-1987            | 53              | 5            | als Heintje / Verzamelalbum |
| De allergrootste successen                                          | 1997                  | 14-06-1997            | 26              | 10           | als Heintje / Verzamelalbum |
| Thuis                                                               | 19-09-2014            | 27-09-2014            | 27              | 13           |                             |

### Singles
| Single met eventuele hitnotering(en) in de Nederlandse Top 40 | Datum van verschijnen | Datum van binnenkomst | Hoogste positie | Aantal weken | Opmerkingen                                        |
| ------------------------------------------------------------- | --------------------- | --------------------- | --------------- | ------------ | -------------------------------------------------- |
| Mama                                                          | 1967                  | 21-10-1967            | 9               | 20           | Nr. 12 in de Single Top 100                        |
| Stille nacht, heilige nacht                                   | 1967                  | -                     | Tip 14          | -            |                                                    |
| Mama vertel me / Mijn vriendinnetje                           | 1968                  | 10-02-1968            | 17              | 6            |                                                    |
| Ich bau' dir ein Schloss                                      | 1968                  | 25-05-1968            | 1(10wk)         | 27           | Hit van het jaar 1968 / Nr. 1 in de Single Top 100 |
| Heidschi Bumbeidschi                                          | 1968                  | 19-10-1968            | 1(3wk)          | 13           | Nr. 1 in de Single Top 100                         |
| Oma'tje lief                                                  | 1969                  | 08-03-1969            | 29              | 5            |                                                    |
| Ich sing' ein Lied für dich                                   | 1969                  | 05-04-1969            | 17              | 6            |                                                    |
| Scheiden tut so weh                                           | 1969                  | 06-09-1969            | 21              | 5            | Nr. 18 in de Single Top 100                        |
| Moeders verjaardag                                            | 1970                  | -                     | Tip 11          | -            |                                                    |
| Ik hou van Holland                                            | 1970                  | 07-03-1970            | 17              | 6            | Nr. 16 in de Single Top 100                        |
| Deine tränen sind auch meine                                  | 1970                  | -                     | Tip 4           | -            |                                                    |
| I'm your little boy                                           | 1970                  | 24-10-1970            | 7               | 10           | Nr. 11 in de Single Top 100                        |
| Jij bent de allerbeste                                        | 1971                  | 22-05-1971            | 28              | 4            | Nr. 26 in de Single Top 100                        |
| Meine liebe für dich                                          | 1972                  | 19-08-1972            | Tip 8           | -            |                                                    |
| Und das alles nur weil wir uns lieben                         | 1978                  | 11-03-1978            | 27              | 8            | Nr. 24 in de Single Top 100                        |

### Dvd's
| Dvd's met hitnoteringen in de Nederlandse Music Top 30 | Datum van verschijnen | Datum van binnenkomst | Hoogste positie | Aantal weken | Opmerkingen |
| ------------------------------------------------------ | --------------------- | --------------------- | --------------- | ------------ | ----------- |
| Das beste                                              | 2013                  | 20-04-2013            | 28              | 1            | als Heintje |

## Hits in Duitsland
- 1967: Mama
- 1968: Du sollst nicht weinen
- 1968: Heidschi Bumbeidschi
- 1968: Ich bau' dir ein Schloss
- 1968: Zwei kleine sterne
- 1969: Ich sing' ein lied für dich
- 1969: In deinem Schaukelstuhl
- 1969: Scheiden tut so weh
- 1970: Deine Tränen sind auch meine
- 1970: Es kann nicht immer nur die Sonne scheinen
- 1971: Wenn wir alle Sonntagskinder wär'n
- 1971: Schneeglöckchen im Februar, Goldregen im Mai
- 1972: Meine Liebe für dich
- 1978: Und das alles nur weil wir uns lieben

## Filmografie
- 1968: Zum Teufel mit der Penne
- 1969: Heintje – Ein Herz geht auf Reisen
- 1969: Hurra, die Schule brennt
- 1970: Heintje – Einmal wird die Sonne wieder scheinen
- 1970: Heintje – Mein bester Freund
- 1971: Morgen fällt die Schule aus
- 1971: Glückspilze (televisiefilm, regie: Thomas Engel)

- Bibliothèque nationale de France: cb14763020h (data)
- Gemeinsame Normdatei: 107439530
- International Standard Name Identifier: 0000 0001 2020 4930
- Library of Congress Control Number: n94118943
- MusicBrainz: 5e42a64f-c8da-4b3b-8e77-c9ce95463605
- Nederlandse Thesaurus van Auteursnamen: 071171010
- Virtual International Authority File: 7904515
- WorldCat: E39PBJvmKmTWGd6kvKcdXcgxjC